# Jozef De Ley
Jozef Huibrecht De Ley (Antwerpen, 4 december 1879 - Mechelen, 12 december 1945) was een Belgisch senator.

## Levensloop
De Ley was beheerder van sociale werken.
In 1925 werd hij verkozen tot katholiek senator voor het arrondissement Mechelen-Turnhout en vervulde dit mandaat tot in 1929. In 1932 werd hij verkozen tot gemeenteraadslid van Mechelen, een mandaat dat hij uitoefende tot 1936. Vanaf 1934 was hij lid van het hoofdbestuur van de Katholieke Unie van België als afgevaardigde van de middenstandsorganisatie. Na de Bevrijding werd hij eind 1944 schepen nadat de socialisten het drieledige voorlopige college hadden verlaten naar aanleiding van de aanstelling van oorlogsschepen Cyriel Neefs tot waarnemend burgemeester.
Hij was verder ook:
- beheerder van de Spaarbank der Christelijke Werklieden (1925-1935),
- vrijgestelde voor het Bestendig Secretariaat van de Belgische Middenstand (1912-1942),
- directeur van de Algemene Verzekeringsmaatschappij van de Middenstand (1928-1945).